# Tomáš Enge
Tomáš Enge, född 11 september 1976 i Liberec, är en tjeckisk racerförare. Han är son till den tjeckiske ETCC-föraren Bretislav Enge. Enge bor i Monte Carlo. 

## Racingkarriär
Enge testade karting 1991, fortsatte med racing i Ford Fiesta och tre år senare i det tyska mästerskapet i Formel Ford. Det första året kom han trea och året efter vann han titeln. Han flyttade sedan till formel 3 och körde för Bertram Schafer Racing men 1998 bytte stallet chassi, vilket inte fungerade. Enge flyttade då mitt i säsongen till formel 3000 och stallet Auto Sport Racing och året efter vidare till World Racing Team, i vilket han kom i mål som tvåa i Frankrike.
2000 fick Enge testa för formel 1-stallet Jordan tack vare att stallet sponsrades av det tjeckiska bryggeriet Pilsner Urquell. Detta ledde till att han blev testförare för Jordan. 
2000 skrev han också kontrakt med MySAP.com och fortsatte att tävla i formel 3000 och vann då sitt första lopp i klassen på Hockenheimring. 2001 bytte han till Nordic Racing och vann loppen på Catalunya och Nürburgring.
I september fick Enge testa för Prost Grand Prix och göra F1-debut i Italiens Grand Prix 2001 då han ersatte Luciano Burti som hade skadat sig under loppet innan på Spa-Francorchamps. Enges F1-karriär blev kort. Han fick efter flera stora olyckor sparken av Prost, som dessutom hade finansiella problem.
Säsongen2002 gick Enge tillbaka till formel 3000 och körde för Arden International och dominerade serien men förlorade mästerskapstiteln på grund av ett positivt drogtest efter loppet i Ungern. 2004 försökte han komma tillbaka, då i stallet Ma-Con Engineering, men slutade bara fyra totalt. Han lämnade formel 3000 och körde sedan i slutet av 2004 och 2005 i Indy Racing League.
Enge körde hela den första säsongen av A1 Grand Prix 2005/2006 i A1 Team Czech Republic, förutom den första deltävlingen på Brands Hatch.
Han avslutade säsongen med en seger på Shanghai International Circuit och teamet slutade på tolva i mästerskapet. 
2006 tävlade Enge i sportvagnsracing i Le Mans 24-timmars.

## F1-karriär
| Säsong | Stall/Tillverkare | Poäng | Placering |
| ------ | ----------------- | ----- | --------- |
| 2001   | Prost-Acer        | 0     | –         |